# برايان شتاين
برايان شتاين (بالإنجليزية: Brian Stein)‏ (19 أكتوبر 1957 كيب تاون جنوب أفريقيا - ) هو لاعب كرة قدم جنوب أفريقي يلعب كمهاجم.

## روابط خارجية
- برايان شتاين على موقع قاعدة بيانات كرة القدم.إي يو (الإنجليزية)
- برايان شتاين على موقع ناشيونال فوتبول تيمز (الإنجليزية)